# Sutanela

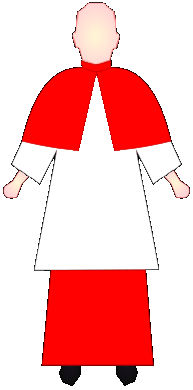
Sutanela

Sutanela, także sutanka – szata liturgiczna zakładana przez ministranta częściowo pod komżę albo częściowo na tę szatę liturgiczną. Może mieć wygląd podobny do sutanny lub zakrywać tylko nogi (wtedy nazywana jest rewerendą lub spodkiem – zakłada się ją od pasa w dół). Zazwyczaj do sutaneli lub rewerendy (spodka) zakładana jest czerwona pelerynka, nazywana też kołnierzem. Kolor sutaneli (obydwu części sutaneli: rewerendy oraz pelerynki) jest czerwony, jednak dopuszczalne jest używanie innych kolorów sutaneli. Kolorystyka jak i konkretne części ubioru tej szaty liturgicznej mogą się różnić, ponieważ każda diecezja, a nawet parafia, ma własne zasady dotyczące ubioru Liturgicznej Służby Ołtarza podczas mszy świętej. Obecnie sutanelę używa się dość rzadko. Najczęściej stosuje się ją podczas Wielkanocy, Triduum Paschalnego i Pasterki. 